# 云屯国际机场
雲屯國際機場（越南语：／）是位於越南廣寧省雲屯縣的國際機場，是世界遺產下龍灣的所在地。 其距離下龍市約50公里，距離錦普市20公里。

## 航空公司與航點
| 航空公司 | 目的地                         |
| -------- | ------------------------------ |
| 越南航空 | 胡志明市、峴港 包機：首爾/仁川 |
| 越捷航空 | 胡志明市                       |
| 越竹航空 | 胡志明市                       |
| 東海航空 | 深圳                           |
| 青岛航空 | 包機：长沙                     |

## 外部連結
- 官方网站（越南文）（英文）（中文）